# Миас (река)
Миас (на руски: Миасс) е река в Азиатската част на Русия, Западен Сибир, десен приток на Исет (от басейна на Тобол, Иртиш и Об), протичаща на територията на Република Башкортостан, Челябинска и Курганска област, с дължина 658 km, която ѝ отрежда 109-о място по дължина сред реките на Русия.
Река Миас води началото си от източния склон на хребета Нурали в Южен Урал, на 535 m н.в., на 7 km северозападно от село Старобайрамгулово, Република Башкортостан. След това реката тече в северна посока, покрай източния склон на Илменския хребет на Южен Урал, като навлиза в Челябинска област, минава през град Миас и източно от град Карабаш излива водите си в северозападния ъгъл на голямото Аргазинско водохранилище. Тук реката остро завива на юг-югоизток, изтича от югоизточния ъгъл на водохранилището и в тясна долина със стръмни склонове продължава на югоизток и изток. Минава през центъра на град Челябинск от юг на север, отново завива на изток и навлиза в югозападната част на Западносибирската равнина – най-южната част на обширната Туринска равнина. Тук долината ѝ значително се разширява, появява се широка заливна тераса, в която Миас силно меандрира. Влива се отдясно в река Исет (ляв приток на Тобол, от басейна на Иртиш и Об) при неговия 218 km, на 64 m н.в., при село Кондинское, Курганска област.
Водосборният басейн на река Миас обхваща площ от 21,8 хил. km2, което представлява 37,01% от водосборния басейн на река Исет и включва части от Република Башкортостан, Курганска и Челябинска област.
Границите на водосборния басейн на реката са следните:
- на север – водосборния басейн на река Теча и други по-малки десни притоци на Исет;
- на югоизток и юг – водосборните басейни на река Уй и други по-малки леви притоци на Тобол;
- на запад – водосборния басейн на река Волга, вливаща се в Каспийско море;.

Река Миас получава около 20 притока с дължина над 10 km, като най-големи от тях са: Бишкил (десен) и Зюзелга (ляв).
Подхранването на река Миас е предимно снежно с ясно изразено пълноводие през април и май. Среден годишен отток на 24 km от устието 15,4 m3/s. Замръзва в края на октомври или началото на ноември, а се размразява през април
По течението на Миас са разположени множество населени места, в т.ч. 2 града 1 селище от градски тип и 2 села – районни центрове:
- Челябинска област – градове: Миас и Челябинск; села общински центрове: Долгодеревенское и Миаское
- Курганска област – посьолок Каргаполе (районен център)

В горното течение на Миас, на територията на Челябинска област са изградени три язовира (водохранилища), най-голям от които е Аргазинския язовир (Аргазинско водохранилище). Неговите води, както и водите на най-долния язовир Шершньовски се използват основно за водоснабдяване на милионния град Челябинск. Река Миас, както и река Исет са едни от най-замърсените реки на Русия, поради вливането на замърсени води и химически вещества в тях от множеството промишлени предприятия по източните склонове на Южен Урал.